# Arlette Didier
Arlette Didier (* 10. Oktober 1933 in Paris) ist eine französische Schauspielerin.

## Leben
Arlette Didier wuchs in Paris auf, wo ihre Eltern die Inhaber eines Geschäfts für Mode waren.
Von 1961 bis 2010 wirkte Didier in mehr als 30 Film- und Fernsehproduktionen mit, darunter auch in Serien. Didier spielte auch in zahlreichen Theaterstücken auf verschiedenen Bühnen in ganz Frankreich mit und trat zudem als Darstellerin in Musicals auf. Sie war langjähriges Ensemblemitglied am Au théâtre ce soir und moderierte bei RTL (Frankreich) eine Radiosendung.
Im Jahr 2006 veröffentlichte sie unter dem Titel Verrückte Lacher hinter den Kulissen (Originaltitel: Fous rires de Coulisses) ihre Memoiren.

## Filmografie (Auswahl)
- 1981: Die Olsenbande fliegt über alle Berge (Olsen-banden over alle bjerge)
- 1988: Bernadette – Das Wunder von Lourdes (Bernadette)
- 1992: IP5 – Insel der Dickhäuter (IP5 – L’île aux pachydermes)
- 2004: Der Hals der Giraffe (Le cou de la girafe)